# Simler-Schneefeld
Das Simler-Schneefeld ist ein Schneefeld an der Graham-Küste des Grahamlands auf der Antarktischen Halbinsel. Es liegt nordöstlich der Holtedahl Bay.
Luftaufnahmen der Hunting Aerosurveys Ltd. aus den Jahren von 1956 bis 1957 dienten dem Falkland Islands Dependencies Survey für eine Kartierung. Das UK Antarctic Place-Names Committee benannte das Schneefeld 1959 nach dem Schweizer Theologen und Landeskundler Josias Simler (1530–1576), der 1574 den ersten brauchbaren Ratgeber für das Begehen von Gletschern verfasst hatte.